# Anthony Emeka
Anthony Emeka (Bélgica, 10 de abril de 1990) es un futbolista belga de origen nigeriano. Juega de mediocampista y su equipo actual es el Aris Skalas de la Gamma Ethniki. 

## Clubes
| Club            | País    | Año         |
| --------------- | ------- | ----------- |
| Bocholter VV    | Bélgica | 2012 - 2013 |
| Fostiras FC     | Grecia  | 2013 - 2014 |
| Acharnaikos FC  | Grecia  | 2014 - 2016 |
| A.C. Chalkis    | Grecia  | 2016 - 2018 |
| P.S. «I Sparti» | Grecia  | 2018 - 2019 |
| AO Diavolitsiou | Grecia  | 2019 - 2020 |
| Aris Skalas     | Grecia  | 2020 - Act. |